# Plorec-sur-Arguenon
Plorec-sur-Arguenon är en kommun i departementet Côtes-d'Armor i regionen Bretagne i nordvästra Frankrike. Kommunen ligger i kantonen Plélan-le-Petit som tillhör arrondissementet Dinan. År 2022 hade Plorec-sur-Arguenon 445 invånare.

## Befolkningsutveckling
Antalet invånare i kommunen Plorec-sur-Arguenon
Referens:INSEE